# Ángel Robles
Ángel Manuel Robles Guerrero (ur. 18 listopada 2001 w Puerto Vallarta) – meksykański piłkarz występujący na pozycji skrzydłowego lub napastnika, od 2023 roku zawodnik Puebli.